# ジャン・デュヴュザー
ジャン・ピエール・デュヴュザー（Jean Pierre Duvieusart、1900年4月10日 - 1977年10月11日）は、ベルギーの政治家である。第48代ベルギー首相、および欧州議会議長を歴任した。

## 生涯と初期の政治経歴
デュヴュザーは1900年4月10日、エノー州フラーヌ＝レ＝ゴスリーに誕生した。彼は中道民主・人道主義の前身であるキリスト教社会党（PSC-CVP）に入党し、政治家としての道を歩み始めた。1927年から1947年まで出身地フラーヌの市長を務め、地方政治で経験を積んだ。また、1933年から1936年の間は州議会議員を務めた。その後、1944年には代議院議員、1949年から1965年にかけては元老院議員として国政に携わった。

## 閣僚としての活動
デュヴュザーは、1947年3月20日から1950年6月8日まで、ポール＝アンリ・スパーク政権およびガストン・アイスケンス政権において経済大臣の職を務めた。

## 首相としての短い任期
1950年6月8日、デュヴュザーはアイスケンスの後任としてベルギー首相に就任した。しかし、レオポルド3世の王位復帰を巡る問題とボードゥアン1世の王太子任命といった、いわゆる「王室問題」が深刻化する中で、彼の首相としての任期は短期間にとどまった。わずか2か月余りの在任期間を経て、同年8月16日に退任することとなった。

## 再び閣僚、そして欧州での役割
首相退任後、デュヴュザーは1952年1月15日から1954年4月23日にかけてジャン・ヴァン・ウット政権で再び経済大臣を務めた。この在任期間中の1952年から1953年には、欧州石炭鉄鋼共同体（ECSC）の閣僚理事会において議長を務め、欧州統合の初期段階において重要な役割を果たした。

## 欧州議会議長としての功績と晩年
1958年から1965年まで、デュヴュザーは欧州議会の議員を務めた。特に、1964年3月20日から1965年9月23日の間には、欧州議会議長としてその手腕を発揮した。議長の任期満了後、彼は長年所属したキリスト教社会党を離党した。
1968年、デュヴュザーはフランス語系ブリュッセル民主戦線（FDF）およびワロン連合（RW）の代表となったが、1972年に政界から完全に引退した。1977年10月11日、クイイェにて77歳で逝去した。